# Kreuzorganist
Als Kreuzorganisten werden die Organisten der Kreuzkirche in Dresden bezeichnet.
Das Amt des Kreuzorganisten ist eines der traditionsreichsten seiner Art. Die Nachrichten über die Organisten an der früheren Nikolai- und heutigen Kreuzkirche in Dresden reichen bis in das Jahr 1370 zurück und gehören somit zu den ältesten Zeugnissen über Organisten überhaupt.
Die einstige Nikolaikirche wurde im Mittelalter wegen des in ihr aufbewahrten und verehrten Partikels des Kreuzes Christi in Kreuzkirche umbenannt. Bereits im Mittelalter wirkten zwei Musiker an der Kirche, Kantor und Organist. Diese Tradition hat sich bis heute erhalten. Die meisten Kreuzorganisten blieben bis zu ihrem Tode im Amt (mit * gekennzeichnet).
Viele Kreuzorganisten, aber auch Kreuzkantoren waren auch als Orgelkomponisten bekannt, so z. B. Gottfried August Homilius, Gustav Adolf Merkel, Herbert Collum oder Michael-Christfried Winkler. Andere hingegen waren für ihre Improvisationskunst berühmt wie etwa Alfred Sittard, der auch wesentlich zur frühen Verbreitung des Orgelwerks von Max Reger beitrug. Merkel war wohl außerdem der erste „ökumenische“ Organist: Neben seinem Amt als Kreuzorganist erhielt er später zusätzlich das des Organisten an der katholischen Hofkirche.
Orgelkonzerte und musikalischen Vespern in der Kreuzkirche in Dresden, insbesondere jene mit dem Dresdner Kreuzchor, haben eine jahrhundertealte Tradition.

## Liste der Kreuzorganisten
- 1370 wird Orgelspiel erwähnt, aber ohne Namensnennung
- 1491 Organist Nikolaus erwähnt
- 1498 Organist Johanßen erwähnt
- 1513 Organist Balthasar genannt
- 1600 bis 1618 Matthaeus Schreiber (wird 1600 erstmals genannt)*
- 1618 bis 1650 Elias Liessberger*
- 1650 bis 1695 Alexander Heringk*
- 1696 bis 1725 Emanuel Behnisch senior*
- 1726 bis 1742 Emanuel Behnisch junior*
- 1742 bis 1769 Christian Heinrich Gräbner*
- 1769 bis 1789 Friedlieb Johann Zillig*
- 1789 bis 1801 August Friedrich Wilhelm Günther*
- 1801 bis 1822 Johann Gottfried Lommatzsch*
- 1822 bis 1836 Johann Christlieb Leberecht Ochs*
- 1837 bis 1859 Christian Gottlob Höpner*
- 1859 bis 1885 Gustav Adolf Merkel (ab 1864 zusätzlich Hoforganist)*
- 1864 bis 1885 Christian Robert Pfretzschner*
- 1885 bis 1903 Emil Robert Höpner*
- 1903 bis 1912 Alfred Sittard (ging anschließend zur Michaeliskirche Hamburg)
- 1912 bis 1935 Bernhard Pfannstiehl (ging in Ruhestand)
- 1935 bis 1982 Herbert Collum*
- 1982 bis 2001 Michael-Christfried Winkler (ging in vorzeitigen Ruhestand)
- 2002 bis 2004 Martin Schmeding (ging an die Musikhochschule Freiburg)
- seit 2004 Holger Gehring